# Relações entre Bolívia e Brasil

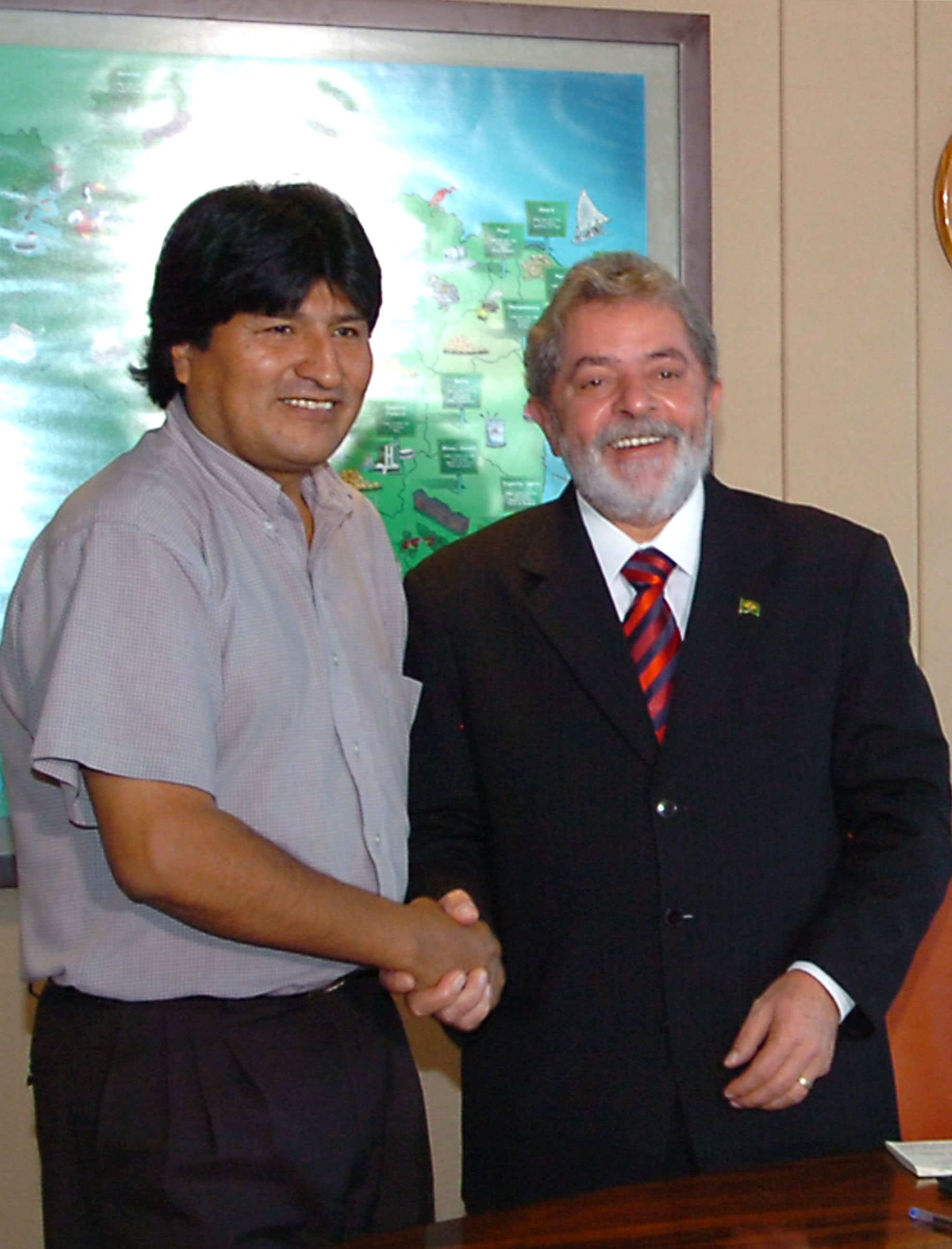
O presidente Luiz Inácio Lula da Silva cumprimenta o presidente eleito da Bolívia, Evo Morales, no Palácio do Planalto.

As relações entre Bolívia e Brasil são as relações diplomáticas entre a Estado Plurinacional da Bolívia e o República Federativa do Brasil. Ambos são vizinhos no continente sul-americano, com uma extensão de 3.400 km na fronteira entre os dois países.

## História

### Nacionalização na Bolívia
Em maio de 2006, o presidente Evo Morales declarou a nacionalização dos hidrocarbonetos e refinarias, postos e distribuidores de petróleo, gás e seus derivados, tornando o governo boliviano sócio majoritário destas indústrias, detendo 50% mais 1 das ações. Isto gerou um grande prejuízo e preocupação entre os dirigentes da Petrobrás, investidora de mais de US$ 1 bilhão na Bolívia.

## Doações
No dia 25 de junho de 2012, a República Brasileira, por meio da lei nº 12.679, autorizou a doação de 4 aeronaves UH-1 Iroquois do acervo da Força Aérea Brasileira para a Força Aérea Boliviana.

## Comparação entre os países
|                                                  | Brasil                                     | Bolívia                                                 |
| ------------------------------------------------ | ------------------------------------------ | ------------------------------------------------------- |
| População                                        | 204.450.649                                | 10.426.160                                              |
| Área                                             | 8.514.877 km²                              | 1.098.581 km²                                           |
| Densidade populacional                           | 23,8 hab/km                                | 8,9 hab/km²                                             |
| Capital                                          | Brasília                                   | Sucre                                                   |
| Maior cidade                                     | São Paulo                                  | Santa Cruz de la Sierra                                 |
| Governo                                          | República presidencialista                 | República Presidencialista Unitária                     |
| Línguas oficiais                                 | Português                                  | Espanhol, Quíchua, Aimará, Guarani e outras 33 línguas. |
| PIB (nominal)                                    | US$ 2,244 Trilhões (US$ 11 067 per capita) | US$ 34,083 bilhões (US$ 3 030 per capita)               |
| Moeda                                            | Real                                       | Boliviano                                               |
| Índice de Desenvolvimento Humano (2014)          | 75° (0,755)                                | 119° (0,662)                                            |
| Índice de Competitividade Global (2014)          | 57º (56º em 2013)                          | 105° (98° em 2013)                                      |
| Produção Científica (2014)                       | 13° (59.736)                               | 122° (273)                                              |
| Reservas Internacionais em 2014 (milhões de USD) | 6° (376.090)                               | 58° (13,930)                                            |
| Índice de Liberdade Econômica (2013)             | 100° (57.7)                                | 156° (47.9)                                             |
| Índice Global de Paz (2014)                      | 90° (91° em 2013)                          | 82° (90° em 2013)                                       |